# 无名战士 (小说)
《无名战士》（芬蘭語：Tuntematon sotilas）是芬兰作家韦伊诺·林纳的代表作。小说发表于1954年，以芬兰普通士兵的角度来描叙发生在二战時期1941年芬兰和苏联之间的继续战争。2000年，该小说未被剪辑的手稿以《战争小说》（芬蘭語：Sotaromaani）的名字得以发表。
林纳根据自己在战争中的亲身经历写成了这本虚构小说，用更真实的手法颠覆了之前芬兰士兵高尚和服从的浪漫化的印象。林纳给小说中的人物注入了他们独立和具有批判性的想法，并描述了他们人性化的感觉，如恐惧和反抗等。
《无名战士》是芬兰的畅销书之一，也是芬兰文学的经典和民族遗产的一部分。该小说已被翻译成24种语言（截至2019年4月），并三次改编成电影，最近改编的一部是在2017年首映的。